# Celebration (Floryda)
Celebration – jednostka osadnicza w Stanach Zjednoczonych, w stanie Floryda, w hrabstwie Osceola.